# 气动试压泵
气动试压泵（英语：Pneumatic test pump）是根据气动试压装置的工作原理研制而成的一种试压装置。使用压缩空气为动力源，以气动泵为压力源，输出液压力与气源压力成比例。通过对气源压力的调整，便能得到相应的液压力。当气压力与液压力平衡时，气动泵便停止充压，输出液压力也就稳定在预调的压力上，通过控制进气量大小，从而控制升压速度。因而具有防爆、输出压力可调、升压速度可控、体积小、重量轻、操作简单、性能可靠、适用范围广等特点。它适用于油田钻采工程的防喷设备、阀门、管道、连接件、压力容器等受压设备的高压和超高压试压检验。同时也适合科研、检验部门作检测工具。用于石油化工工程的防喷器、阀门、管道、锅炉等承压容器进行液体试压检测。可作防喷器控制系统中压力源。